# IHI 인프라 시스템
IHI 인프라 시스템(일본어: 株式会社IHIインフラシステム)는 일본 오사카부 사카이시 사카이구에 본사를 두고, 철골 · 교량 · 수문 설계 · 제작 · 시공 등을 하는 기업이다. IHI, 구리모토 철공소, 마쓰오 교량 · 수문 사업을 통합하여 발족. IHI의 자회사이다.

## 연혁
2009년 11월 1일 - IHI, 구리모토 철공소, 마쓰오 교량 · 수문 사업을 통합하여 주식회사 IHI 인프라 시스템을 발족했다.

## 실적
- 1979년 : 푸지 다리
- 1986년 : 조오난 대교
- 1993년 : 공항 연락교 강철 트러스 교량
- 1997년 : 아카시 해협 대교
- 2003년 : 치토세 다리
- 2006년 : 타마 대교